# Fulgens Corona

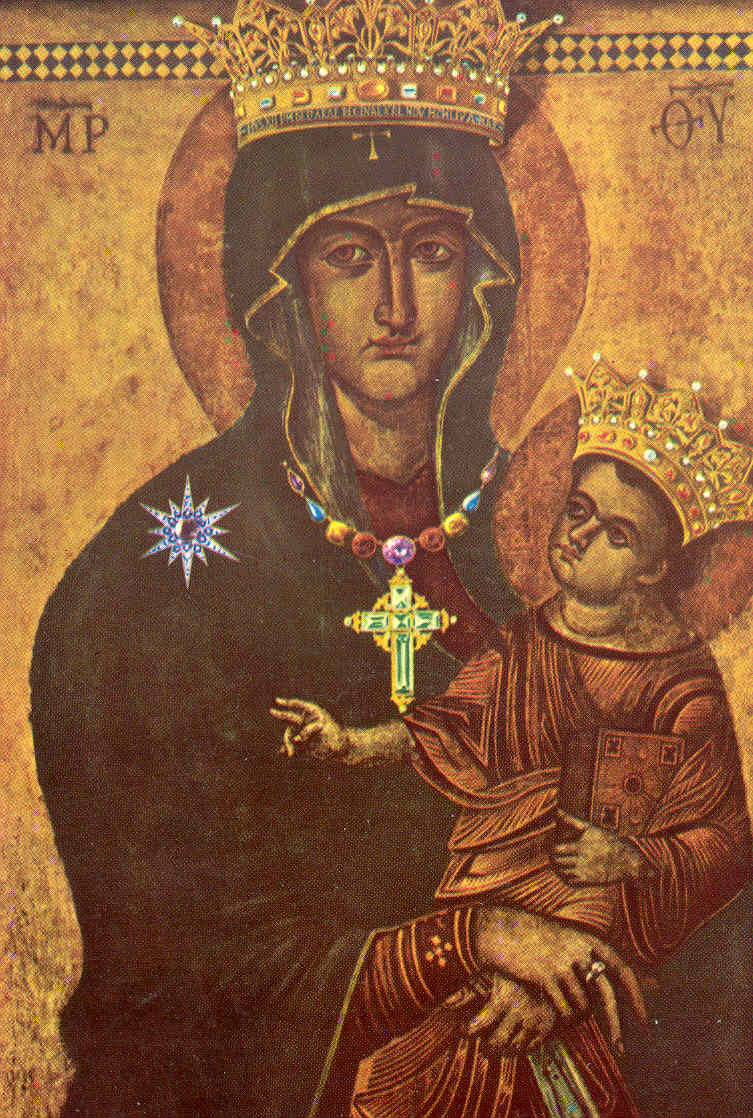
La inscripción de la corona dice: Pío XII PM Deiparae Reginae Kal MCMIV A Mar. El Papa Pío XII a la Reina Madre de Dios, año mariano 1954

Fulgens corona (lit. Corona radiante) es una encíclica del papa Pío XII dada en San Pedro, Roma, el 8 de septiembre de 1953, en la fiesta de la Natividad de la Santísima Virgen María, en el decimoquinto año de su pontificado. 
La encíclica proclama un año mariano para 1954, con el objetivo de conmemorar el centenario de la definición del dogma de la Inmaculada Concepción de la Virgen María. Fulgens corona es significativo, ya que contenía la metodología mariológica del Papa Pío XII y sus puntos de vista sobre los límites y desafíos de la mariología.

## Primer año mariano
En septiembre de 1953, el Papa Pío XII inauguró el primer año mariano de la Iglesia católica, o «Pequeño Año Santo», dedicado a la Virgen María, que siempre había sido objeto de su veneración especial. Anunció el Año Mariano en su encíclica Fulgens corona.
El año mariano, ⁣el primero en la historia de la Iglesia, se desarrolló entre diciembre de 1953 y diciembre de 1954. Cientos de miles de romanos se alinearon en la ruta del cortejo papal cuando Pío XII, en una de sus raras apariciones en las calles de Roma, acudió a la Basílica de Santa María la Mayor para inaugurar el Año Mariano el 8 de diciembre de 1953, 99.º aniversario de la proclamación del dogma de la Inmaculada Concepción de María por el Papa Pío IX.
Pío XII comienza recordando a su predecesor, el Papa Pío IX, quien con «autoridad apostólica definió, pronunció y sancionó solemnemente que la doctrina que sostiene que la Santísima Virgen María en el primer momento de su concepción, fue, por singular gracia y privilegio del Dios Omnipotente, en virtud de los méritos de Jesucristo, Salvador del género Humano, preservado de todas las manchas del pecado original, es revelado por Dios, y, por lo tanto, debe ser creído firme y resueltamente por todos los fieles» (Bula Dogmática Ineffabilis Deus, de 8 de diciembre de 1854).
La celebración también reconoció la declaración de 1950 de la Asunción de la Virgen María al cielo. El Papa Pío XII vincula la solemne definición de la Inmaculada Concepción con el dogma de la Asunción María, promulgado en la constitución apostólica de Pío Munificentissimus Deus of November 1, 1950. To Pius, the two doctrines are complementary. del 1 de noviembre de 1950. Para Pío, las dos doctrinas son complementarias. 

## Enseñanzas básicas
El papa afirmó que la Santísima Virgen María, al parecer ella misma deseaba confirmar la definición, ya que menos de cuatro años después, en la localidad francesa de Lourdes, se apareció en la gruta de Massabielle. Pío XII rastreó la doctrina de la inmaculada concepción a través de la Sagrada Escritura y los primeros padres.

«“Es claramente evidente que sólo hay uno entre todos los santos y santas de quien se puede decir que la cuestión del pecado ni siquiera surge, y también que obtuvo este privilegio singular, nunca concedido a cualquier otra persona, porque fue elevada a la dignidad de Madre de Dios ".  "... Cualquier honor y veneración que podamos dar a nuestra Madre Celestial sin duda redundará en la gloria de su Divino Hijo, no sólo porque todas las gracias y todos los dones, incluso los más elevados, fluyen de Él como de su fuente primaria” »
( Pío XII, 1953).

El Papa Pío XII invitó a todos los católicos a celebrar el Año Mariano que se celebrará en todo el mundo desde el mes de diciembre de 1953 hasta el mismo mes del próximo año, y los instó a tener presente «que nos repite a cada uno de nosotros esas palabras», con la que se dirigió a los servidores de las bodas de Caná, señalando como a Jesucristo: «Todo lo que él os diga, hacedlo» (Juan 2,5). 
Además, señaló que en muchos lugares, los clérigos católicos son «desterrados o encarcelados sin una causa justa, o son tan acosados que no pueden llevar a cabo sus deberes correctamente… en esos mismos lugares que no se les permite tener sus propias escuelas y colegios de formación, que no pueden enseñar, defender o propagar públicamente la doctrina cristiana en publicaciones periódicas o comentarios, y no pueden formar adecuadamente a los jóvenes de acuerdo con la misma doctrina». Pide oraciones especiales en todo el mundo, para que los derechos sagrados propios de la Iglesia y que exige el ejercicio mismo de la libertad humana y civil sean reconocidos abierta y sinceramente por todos. 

## Citas
« así estos dos privilegios tan singulares, otorgados a la Virgen Madre de Dios, se destacan con espléndida luz como principio y fin de su camino terrenal; porque la mayor glorificación posible de su cuerpo virgen es el complemento, a la vez apropiado y maravilloso, de la absoluta inocencia de su alma, libre de toda mancha; y así como participó en la lucha de su Hijo unigénito con la serpiente malvada del infierno, así también participó en Su glorioso triunfo sobre el pecado y sus tristes consecuencias.»
(Fulgens corona 21, Pio XII).

«Sin embargo, esta celebración del centenario no sólo debe servir para reavivar la fe católica y la ferviente devoción a la Madre de Dios en el alma de todos, sino que los cristianos también deben, en la medida de lo posible, conformar sus vidas a la imagen de la misma Virgen. Así como todas las madres se conmueven profundamente cuando perciben que el rostro de sus hijos refleja una peculiar semejanza con el suyo, así también nuestra Dulcísima Madre no desea nada más, nunca se regocija más que cuando ve a aquellos a quienes, bajo la cruz de su Hijo, que ella ha adoptado como niños en su lugar, retrata los rasgos y ornamentos de su propia alma en pensamiento, palabra y obra..»
(Fulgens corona 22, Pio XII).

«Pero una vez que se rechaza la santa religión, una vez que se ignora la Divina Majestad, que establece el bien y el mal, es evidente que las leyes y la autoridad pública tienen poco o ningún valor. Por otra parte, una vez que la esperanza y la expectativa de la recompensa eterna se pierden a través de estas doctrinas falaces, los hombres buscarán con avidez y sin restricciones las cosas de la tierra, codiciarán con vehemencia los bienes de su prójimo e incluso los tomarán por la fuerza tan a menudo como se presente la ocasión u oportunidad. De ahí que surjan entre los hombres el odio, la envidia, la discordia y las rivalidades; de ahí que se perturbe la vida pública y privada; de ahí que los mismos cimientos de la sociedad, que apenas pueden mantenerse unidos y mantenidos por la autoridad del gobierno, se van socavando gradualmente; de ahí la deformación de la moral por malas representaciones teatrales, libros, publicaciones periódicas y crímenes reales..»
(Fulgens corona 27, Pio XII).

«Por eso, en esta Carta Encíclica repetimos con insistencia las exhortaciones que hemos hecho más de una vez cuando se presentaba la ocasión: y confiamos firmemente en que durante la celebración de este Año Mariano se ofrezcan fervientes oraciones en todo el mundo a la Madre más poderosa de Dios que es también nuestra tierna madre; y que en esas oraciones se pida especialmente su patrocinio eficaz y omnipresente, que los derechos sagrados propios de la Iglesia y que exige el ejercicio mismo de la libertad humana y civil, sean reconocidos abierta y sinceramente por todos, y esto sin duda conducirá al mayor bien común ya un aumento de la concordia común.»
(Fulgens corona 42, Pio XII).

## Papa Pío XII, encíclicas y bulas mariológicas
- Acta Apostolicae Sedis. (AAS), Ciudad del Vaticano 1939-1958. Documentos oficiales del Pontificado del Papa Pío XII, Fulgens corona 1953, 577
  - Encíclica Deiparae Virginis Mariae
  - Encíclica Mystici Corporis Christi
  - Constitución Apostólica Munificentissimus Deus